# Stonewall Inn
Lo Stonewall Inn è il bar in cui ebbero inizio le celebri rivolte del 1969, scelte come data simbolica dell'inizio del movimento LGBT, dopo la fase del movimento omofilo; il locale si trova nella Christopher Street del Greenwich Village, a New York, e dal 2016 è uno dei monumenti nazionali degli Stati Uniti d'America.

## Storia
Il locale nacque nel 1930 come bar gestito dalla Mafia, divenuto col tempo un gay bar; seppur l'omosessualità all'epoca fosse legale nello stato di New York, servire alcolici a clienti omosessuali veniva considerata una pratica illecita: per questa ragione il locale non ottenne mai una licenza per vendere alcolici, cosa che permise alle forze dell'ordine di irrompere più volte nel bar ed arrestare chi rimaneva al suo interno.

Il 28 giugno 1969 un'irruzione della polizia si trasformò in una serie di rivolte durate tre giorni, note come Moti di Stonewall. In seguito alle proteste, la reputazione - già bassa - del bar, scese; i proprietari furono costretti ad iniziare a far consumare succhi di frutta al posto degli alcolici, cosa che portò al fallimento del locale nell'ottobre del 1969: al bar susseguirono i più svariati tipi di attività.

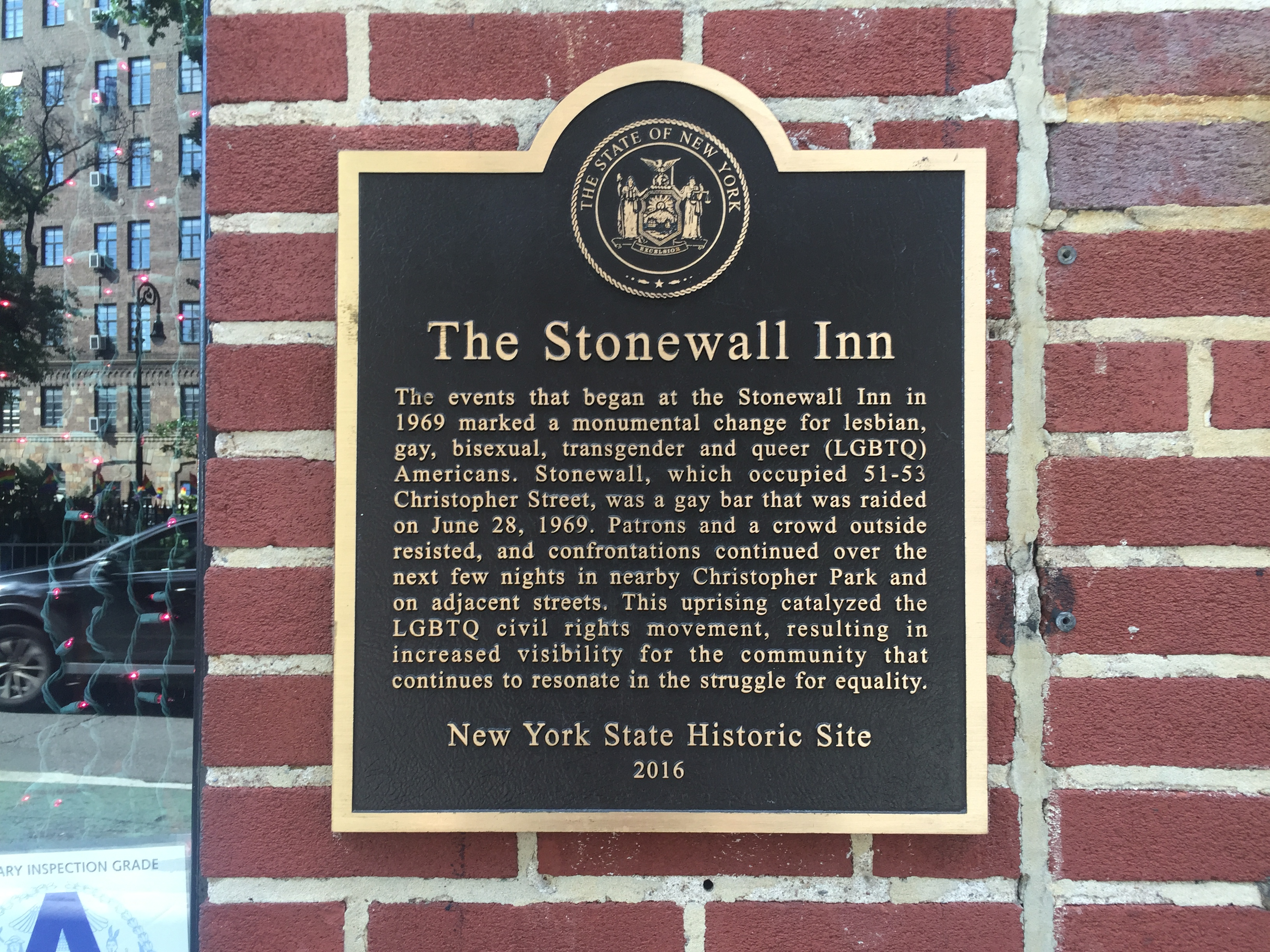
Placca commemorativa

Negli anni '90 metà del locale venne riadibita a gay bar, che nel 2007 si espanse anche alla metà mancante, tornando a chiamarsi Stonewall Inn. Il 28 giugno 1999, in occasione dell'anniversario dei moti di Stonewall, il locale venne inserito nel National Register of Historic Places. Nel giugno del 2016 l'allora Presidente degli Stati Uniti d'America Barack Obama proclamò l'edificio monumento nazionale, con la classificazione di National Historic Landmark.

## Nella cultura di massa
- Il film Stonewall del 1995 descrive le settimane precedenti i moti di Stonewall all'interno del locale
- Il film Stonewall del 2015 si svolge durante i moti di Stonewall